# Maniac Chase
Maniac Chase je americký němý film z roku 1904. Režisérem je Edwin S. Porter (1870–1941). Film trvá zhruba 8 minut. Film je považován za remake snímku The Escaped Lunatic (1904), který režíroval Wallace McCutcheon Sr. (1858/1862–1918).

## Děj
Film zachycuje muže s napoleonským komplexem, jak uteče z psychiatrické léčebny, odkud začne být neúspěšně pronásledován třemi jejími pracovníky. Film skončí tak, že se nemocný muž sám vrátí do blázince a přečte si noviny.